# Johann Georg Juncker
Johann Georg Juncker, auch Johann Georg Junker, (* 1662 in Waltershausen; † 28. Juli 1739) war ein deutscher Rechtswissenschaftler und Kirchenlieddichter.

## Leben
Als Sohn des 1703 gestorbenen Beamten Johann Matthaeus Juncker, der wiederum Sohn des Bürgermeisters Johann Juncker war, wurde Johann Georg Juncker 1662 in Waltershausen geboren. Sein Bruder war der Theologe Johann Philipp Juncker. Auf dem Gymnasium zu Gotha vorgebildet, bezog er 1683 die Universität Jena zu einem zweijährigen Jurastudium. In seiner Heimatstadt wirkte er seit 1690 als Bürgermeister.
1737 vernichtete ein Brand Junckers Hab und Gut, seine Bibliothek und seine seltenen Manuskripte, beide von hohem Wert, brannten ab. Am 28. Juli 1739 starb er schließlich 77-jährig. Juncker hatte ein einer Hand sechs Finger, die miteinander verwachsen waren.
Juncker verfasste juristische Abhandlungen und außerdem geistliche Lieder lateinischer und deutscher Sprache. Diese Lieder erschienen zunächst einzeln gedruckt, später aber mit Liedern seines Bruders und seines Vaters im Sammelwerk seines Bruders Geistliche Hauslieder, dessen vierte Auflage Juncker zu Schmalkalden 1730 druckte.